# 1920 no cinema

## Eventos
1º de setembro de 1920: Estreia de Uma Semana, primeiro filme independente de Buster Keaton.

## Nascimentos
| Data            | Nome                  | Profissão                                      | Nacionalidade                | Observações | Ref |
| --------------- | --------------------- | ---------------------------------------------- | ---------------------------- | ----------- | --- |
| 20 de janeiro   | DeForest Kelley       | ator                                           | Estados Unidos               | m. 1999     |     |
| 20 de janeiro   | Federico Fellini      | cineasta                                       | Itália                       | m. 1993     |     |
| 30 de janeiro   | Delbert Mann          | cineasta                                       | Estados Unidos               | m. 2007     |     |
| 29 de fevereiro | Michèle Morgan        | atriz                                          | França                       |             |     |
| 16 de março     | Tonino Guerra         | escritor e roteirista                          | Itália                       | m. 2012     |     |
| 19 de Março     | Tige Andrews          | actor                                          | Estados Unidos               | m. 2007     |     |
| 1 de abril      | Toshirō Mifune        | ator                                           | Japão                        | m. 1997     |     |
| 4 de abril      | Éric Rohmer           | cineasta                                       | França                       | m. 2010     |     |
| 21 de abril     | Anselmo Duarte        | cineasta                                       | Brasil                       | m. 2009     |     |
| 30 de maio      | Franklin J. Schaffner | cineasta                                       | Estados Unidos               | m. 1989     |     |
| 15 de junho     | Alberto Sordi         | ator                                           | Itália                       | m. 2003     |     |
| 28 de julho     | Andrew V. McLaglen    | cineasta                                       | Reino Unido / Estados Unidos | m. 2014     |     |
| 17 de agosto    | Maureen O'Hara        | atriz                                          | Irlanda                      |             |     |
| 18 de agosto    | Shelley Winters       | atriz                                          | Estados Unidos               | m. 2006     |     |
| 22 de agosto    | Ray Bradbury          | escritor e roteirista                          | Estados Unidos               | m. 2012     |     |
| 5 de setembro   | Fons Rademakers       | cineasta                                       | Países Baixos                | m. 2007     |     |
| 6 de Setembro   | Elvira Pagã           | cantora, atriz e compositora                   | Brasil                       | m. 2003     |     |
| 18 de setembro  | Augusto Fraga         | cineasta                                       | Portugal                     | m. 2000     |     |
| 18 de setembro  | Jack Warden           | ator                                           | Estados Unidos               | m. 2006     |     |
| 23 de setembro  | Mickey Rooney         | ator                                           | Estados Unidos               | m. 2014     |     |
| 25 de setembro  | Sergei Bondarchuk     | cineasta                                       | União Soviética              | m. 1994     |     |
| 1 de outubro    | Walter Matthau        | ator                                           | Estados Unidos               | m. 2000     |     |
| 15 de outubro   | Henri Verneuil        | cineasta                                       | França                       | m. 2002     |     |
| 17 de outubro   | Montgomery Clift      | ator                                           | Estados Unidos               | m. 1966     |     |
| 18 de outubro   | Melina Mercouri       | atriz e activista política                     | Grécia                       | m. 1994     |     |
| 27 de outubro   | Elísio de Albuquerque | ator                                           | Brasil                       | m.1983      |     |
| 2 de novembro   | Ann Rutherford        | atriz                                          | Canadá                       | m. 2012     |     |
| 12 de novembro  | Richard Quine         | cineasta                                       | Estados Unidos               | m. 1989     |     |
| 16 de novembro  | José Lewgoy           | ator                                           | Brasil                       | m. 2003     |     |
| 20 de novembro  | Gene Tierney          | atriz                                          | Estados Unidos               | m. 1991     |     |
| 25 de novembro  | Ricardo Montalbán     | ator                                           | México                       | m. 2009     |     |
| 25 de dezembro  | Artur Agostinho       | jornalista, locutor de rádio, escritor e actor | Portugal                     | m. 2011     |     |
| 30 de novembro  | Virginia Mayo         | atriz                                          | Estados Unidos               | m. 2005     |     |
| 30 de dezembro  | Jack Lord             | ator                                           | Estados Unidos               | m. 1998     |     |
| 31 de Dezembro  | Rex Allen             | ator, cantor e compositor                      | Estados Unidos               | m. 1999     |     |

## Mortes
| Data          | Nome          | Profissão | Nacionalidade  | Observações | Ref |
| ------------- | ------------- | --------- | -------------- | ----------- | --- |
| 5 de setembro | Robert Harron | ator      | Estados Unidos | n. 1893     |     |